# Aphypena
Aphypena là một chi bướm đêm thuộc họ Noctuidae.